# انفجار پل کریمه
در ۸ اکتبر ۲۰۲۲، ساعت ۶:۰۷ صبح، انفجار در پل کریمه منجر به یک آتش‌سوزی شد که در بخش جاده‌ای پل، خطوط غربی که از روسیه به کرچ در کریمه می‌رفت رخ داد. آتش‌سوزی به سمت بخش راه‌آهنی پل نیز گسترش یافت که باعث فروپاشی بخش‌هایی از پل و ریختن آن درون آب شد. چهار نفر در اثر این انفجار کشته شدند.
آسیب ناشی از انفجار ظرفیت حمل و نقل پل را کاهش داد که از آن برای تأمین تجهیزات نظامی روسیه در کریمه مورد استفاده قرار می‌گیرد. انفجار، روز پس از هفتادمین زادروز رئیس‌جمهور روسیه ولادیمیر پوتین و یک هفته پس از الحاق جنوب و شرق اوکراین به روسیه رخ داد. نیروهای مسلح و مقامات سیاسی اوکراین به‌طور مکرر قصد خود را برای ویران کردن پل کریمه اعلام کرده‌اند و آن را یک هدف نظامی قانونی می‌دانند.
مقامات روسی و یک «مقام ارشد اوکراینی» در مصاحبه‌ای با نیویورک تایمز ادعا کرده‌اند علت انفجار یک بمب بارگذاری‌شده در یک کامیون بوده‌است. هرچند بی‌بی‌سی مدعی است انفجار کار یک پهپاد دریایی بوده‌است. بنا به گفتهٔ اوکراینسکا پراودا و آژانس اطلاعات مستقل اوکراین، حمله توسط سرویس امنیتی اوکراین (SBU) انجام شده‌است.

## زمینه
پل کریمه یک جفت پل موازی است، که یکی از آن‌ها یک جادهٔ چهار خطی و دیگری یک راه‌آهن دوطرفه دارد و گسترهٔ آن در تنگهٔ کرچ بین روسیه در سوی شرقی و کریمه در اوکراین در سوی غربی است. ساخت‌وساز پل در فوریه ۲۰۱۶، به دنبال اشغال و الحاق کریمه به فدراسیون روسیه در ۲۰۱۴ آغاز شد. مسئولان روسیه ساخت این پل را یک «مأموریت تاریخی» خوانند که یکی از وظایف کلیدی برای «اتحاد دوبارهٔ کریمه با روسیه» است. در مه ۲۰۱۸، جادهٔ پل رو به ترافیک باز شد و در دسامبر ۲۰۱۹، پل ریلی به بهره‌برداری رسید.
هنگام حمله ۲۰۲۲ روسیه به اوکراین، این پل برای تأمین تجهیزات نیروهای مسلح روسیه در جبههٔ جنوبی عملیات به کار گرفته شد. در حالی که روش‌های دیگری برای تأمین منابع کریمه از جمله بنادر وجود دارد، پل بخش مهمی از زیرساخت است.
مقامات و ارتش اوکراین بارها قصد خود برای نابودی پل کریمه را اعلام کرده‌اند و آن را یک هدف نظامی قانونی و مشروع می‌دانند. سرلشکر نیروهای مسلح اوکراین، دیمیترو مارچنکو اعلام کرد که زمانی که اوکراین به اسلحه‌های مورد نیاز دسترسی پیدا کند، پل کریمه «هدف شماره یک» می‌شود.

## رویداد
در ۸ اکتبر ۲۰۲۲ در ساعت ۶:۰۷ صبح، زمان محلی در هنگام ترافیک کم، انفجاری در نزدیکی خطوط غربی جادهٔ پل که به سوی کرچ در کریمه می‌رفت رخ داد. در نتیجهٔ این انفجار، دهانه‌های جاده محدود به کرچ به درون آب سقوط کرد.
ترافیک جاده‌ای، ریلی و دریایی متوقف شد،  که منجر به تشکیل صف‌های طولانی در خشکی و دریا شد. این انفجار بلافاصله توسط مقامات روسیه به عنوان یک اقدام خرابکارانه گزارش نشد.
اگرچه هیچ‌کس مسئولیت انفجار را بر عهده نگرفت، رسانهٔ اوکراینی اوکراینسکا پراودا و آژانس اطلاعات مستقل اوکراین با استناد به منابع خود، اعلام کردند انفجار یک عملیات توسط سرویس امنیتی اوکراین بوده‌است. نیویورک تایمز نیز به‌طور مشابه نوشت که به گفتهٔ یک «مقام ارشد اوکراینی»، سرویس‌های اطلاعاتی اوکراین این حمله را سازماندهی کرده بودند و این حمله شامل بمبی بود که درون کامیونی که از روی پل عبور می‌کرد. روسیه ادعا کرد که بمبی درون یک کامیون که با سرعت کامل حرکت می‌کرد با به‌کارگیری یک بمب کنارجاده‌ای منفجر شد. هرچند، به گفتهٔ بی‌بی‌سی، بر پایهٔ ویدیوی هوایی پهپادی که از پل به دست آوردند، احتمالاً انفجار توسط یک پهپاد دریایی انجام شده‌است.